# 중앙로 (고양시)
중앙로(中央路)는 경기도 고양시 덕양구 덕은동 서울특별시 경계와 일산서구 가좌동 가좌마을6단지입구를 잇는 경기도의 도로이다. 전 구간 고양시도 제74호선에 속하며 일산신도시 지역의 핵심 간선도로이다. 2009년 행정안전부 고시 이전까지 덕양구 구간은 승전로로 불렸다.

## 역사
- 2009년 7월 10일 : 2개 이상 시·도에 걸쳐 있는 도로로 중앙로를 고시[1]

## 주요 경유지
경기도
- 고양시 덕양구(덕은동 · 화전동 · 도내동 · 행신동 · 화정동 · 대장동 · 내곡동) - 일산동구(백석동 · 마두동 · 정발산동) - 일산서구(주엽동 · 대화동 · 가좌동)

## 노선
| 이름                               | 접속 노선                                                                        | 소재지        | 소재지        | 비고          |
| 수색로와 직결                      | 수색로와 직결                                                                    | 수색로와 직결 | 수색로와 직결 | 수색로와 직결 |
| ---------------------------------- | -------------------------------------------------------------------------------- | ------------- | ------------- | ------------- |
| 덕은교                             |                                                                                  | 고양시        | 덕양구        |               |
| (이름 없음)                        | 향동로                                                                           | 고양시        | 덕양구        |               |
| 화전사거리                         | 화랑로                                                                           | 고양시        | 덕양구        |               |
| 화전사거리 (한국항공대역)          | 고양시도 제60호선 (화랑로)                                                       | 고양시        | 덕양구        |               |
| 항공대삼거리                       | 항공대학로                                                                       | 고양시        | 덕양구        |               |
| 화도교앞 교차로                    | 해포길                                                                           | 고양시        | 덕양구        |               |
| 화도교                             |                                                                                  | 고양시        | 덕양구        |               |
| 서정마을사거리                     | 소원로                                                                           | 고양시        | 덕양구        |               |
| 행신 교차로                        | 고양시도 제79호선 (권율대로)                                                     | 고양시        | 덕양구        |               |
| (소만마을)                         | 서정마을로 충경로                                                                | 고양시        | 덕양구        |               |
| 가라뫼사거리                       | 고양시도 제96호선 (행신로)                                                       | 고양시        | 덕양구        |               |
| (이름 없음)                        | 화신로                                                                           | 고양시        | 덕양구        |               |
| 행신초등학교앞 교차로              |                                                                                  | 고양시        | 덕양구        |               |
| 능곡지하도위 교차로 (능곡지하차도) | 고양시도 제94호선 (충장로)                                                       | 고양시        | 덕양구        |               |
| (이름 없음)                        | 백양로                                                                           | 고양시        | 덕양구        |               |
| 고양경찰서앞 교차로                | 화중로 중앙로633번길                                                             | 고양시        | 덕양구        |               |
| 토당육교 교차로 (토당육교)         | 국도 제39호선 국가지원지방도 제78호선 (호국로) 고양시도 제73호선 (지도로) 토당로 | 고양시        | 덕양구        |               |
| 토당 교차로                        | 국도 제39호선 (새빛로)                                                           | 고양시        | 덕양구        |               |
| 영주교 (대곡역)                    |                                                                                  | 고양시        | 덕양구        |               |
| 일산 나들목                        | 100호선 수도권제1순환고속도로                                                    | 고양시        | 덕양구        |               |
| 백석신교                           |                                                                                  | 고양시        | 덕양구        |               |
| 일산동구                           |                                                                                  | 고양시        |               |               |
| 백마주유소사거리                   | 경의로                                                                           | 고양시        |               |               |
| 백석역사거리 (고양종합터미널)      | 일산로                                                                           | 고양시        |               |               |
| 안산공원사거리                     | 백석로                                                                           | 고양시        |               |               |
| 이마트사거리                       | 강촌로                                                                           | 고양시        |               |               |
| 마두지구대사거리                   | 노루목로                                                                         | 고양시        |               |               |
| 마두역                             |                                                                                  | 고양시        |               |               |
| 뉴코아아울렛사거리                 | 고양시도 제62호선 (백마로)                                                       | 고양시        |               |               |
| 일산동구청사거리                   | 정발산로                                                                         | 고양시        |               |               |
| 일산동구청                         |                                                                                  | 고양시        |               |               |
| 정발산역삼거리                     | 중앙로1275번길                                                                   | 고양시        |               |               |
| 일산경찰서사거리                   | 무궁화로                                                                         | 고양시        |               |               |
| 뉴서울쇼핑사거리                   | 고봉로                                                                           | 고양시        |               |               |
| 뉴서울쇼핑사거리                   | 고봉로                                                                           | 고양시        | 일산서구      |               |
| 강선마을사거리                     | 강선로                                                                           | 고양시        |               |               |
| 주엽역사거리                       | 주엽로                                                                           | 고양시        |               |               |
| 장촌공원사거리                     | 킨텍스로                                                                         | 고양시        |               |               |
| 대화역사거리                       | 일산로                                                                           | 고양시        |               |               |
| 대화역                             |                                                                                  | 고양시        |               |               |
| 고양종합운동장사거리               | 국가지원지방도 제98호선 (고양대로)                                               | 고양시        |               |               |
| 일산서구청                         |                                                                                  | 고양시        |               |               |
| 장성교                             | 고양시도 제97호선 (대수길)                                                       | 고양시        |               |               |
| (이름 없음)                        | 미래로                                                                           | 고양시        |               |               |
| 가화교 음송교                      |                                                                                  | 고양시        |               |               |
| (가덕교 서단)                      | 지방도 제356호선 (송산로)                                                        | 고양시        |               |               |
| 가좌마을6단지입구                  | 고양시도 제89호선 (가좌로) (송포로)                                              | 고양시        |               |               |

## 주요 건물 및 시설
- 화전동행정복지센터 (경기도 고양시 덕양구 중앙로 131)
- 고양화전동우체국 (경기도 고양시 덕양구 중앙로 181)
- 화전파출소 (경기도 고양시 덕양구 중앙로 219)
- 행신4동행정복지센터 (경기도 고양시 덕양구 중앙로 454)
- 행신초등학교 (경기도 고양시 덕양구 중앙로 527)
- 행신1동행정복지센터 (경기도 고양시 덕양구 중앙로 541-12)
- 행신지구대 (경기도 고양시 덕양구 중앙로 541-18)
- 고양종합터미널 (경기도 고양시 일산동구 중앙로 1036)
- 백석역 (경기도 고양시 일산동구 중앙로 1042)
- 일산동구보건소 (경기도 고양시 일산동구 중앙로 1100)
- 이마트 일산점 (경기도 고양시 일산동구 중앙로 1124)
- 마두역 (경기도 고양시 일산동구 중앙로 1180)
- 뉴코아아울렛 일산점 (경기도 고양시 일산동구 중앙로 1206)
- 근로복지공단 고양지사 (경기도 고양시 일산동구 중앙로 1228)
- 수도권법원기록관리센터 (경기도 고양시 일산동구 중앙로 1244)
- 일산동구청 (경기도 고양시 일산동구 중앙로 1256)
- 정발산역 (경기도 고양시 일산동구 중앙로 1270)
- 롯데백화점 일산점 (경기도 고양시 일산동구 중앙로 1283)
- 고양아람누리 (경기도 고양시 일산동구 중앙로 1286)
- 고양일산우체국 (경기도 고양시 일산동구 중앙로 1293)
- 경기도고양교육지원청 (경기도 고양시 일산동구 중앙로 1296)
- 일산소방서 (경기도 고양시 일산동구 중앙로 1325)
- 일산동부경찰서 (경기도 고양시 일산동구 중앙로 1338)
- 주엽역 (경기도 고양시 일산서구 중앙로 1432)
- 롯데마트 주엽점 (경기도 고양시 일산서구 중앙로 1496)
- 장촌공원 (경기도 고양시 일산서구 중앙로 1525)
- 대화역 (경기도 고양시 일산서구 중앙로 1569)
- 일산서구청 (경기도 고양시 일산서구 중앙로 1600)
- 고양종합운동장 (경기도 고양시 일산서구 중앙로 1601)
- 일산서부경찰서 (경기도 고양시 일산서구 중앙로 1640)

## 사진

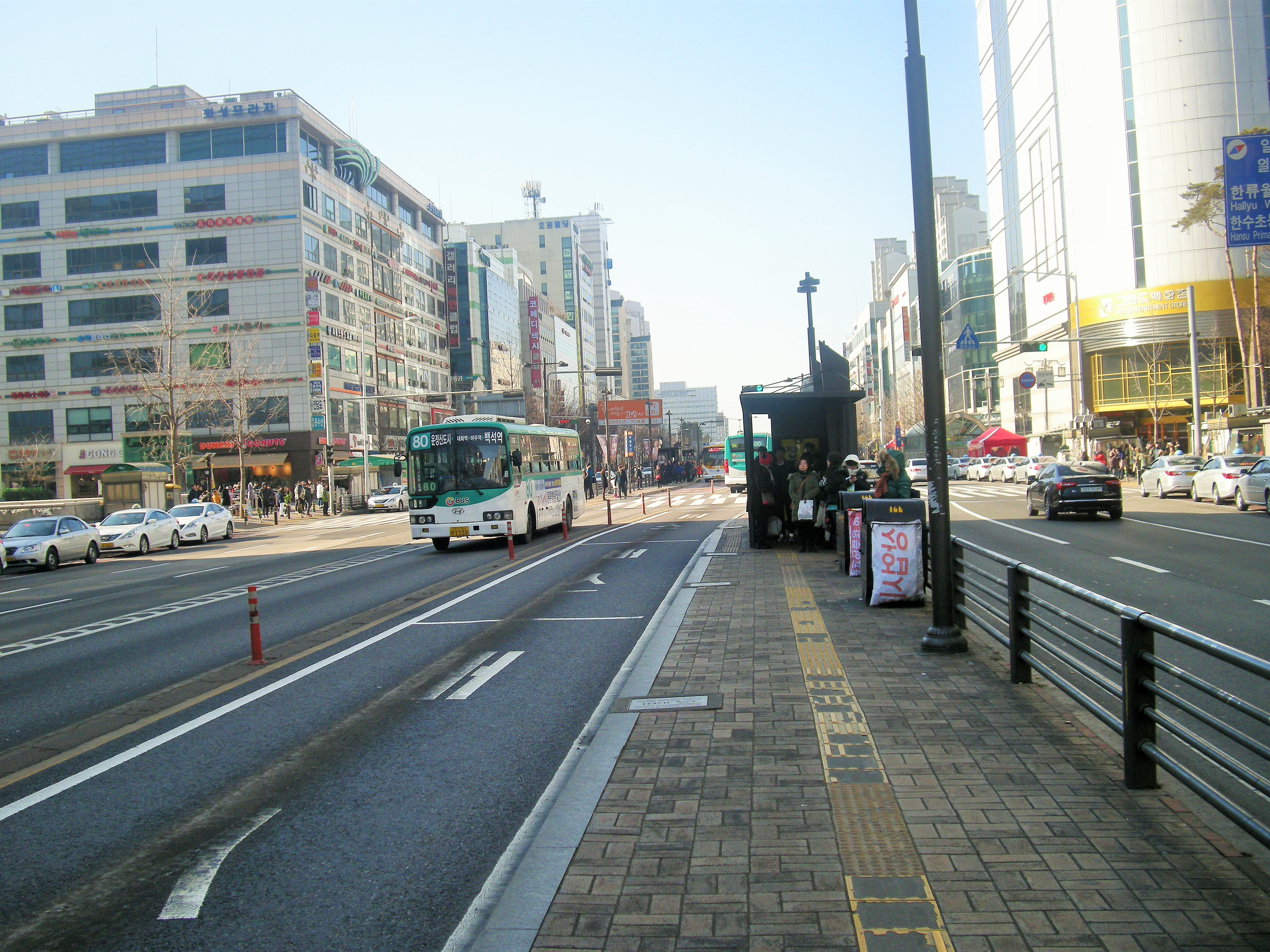
주엽역 인근
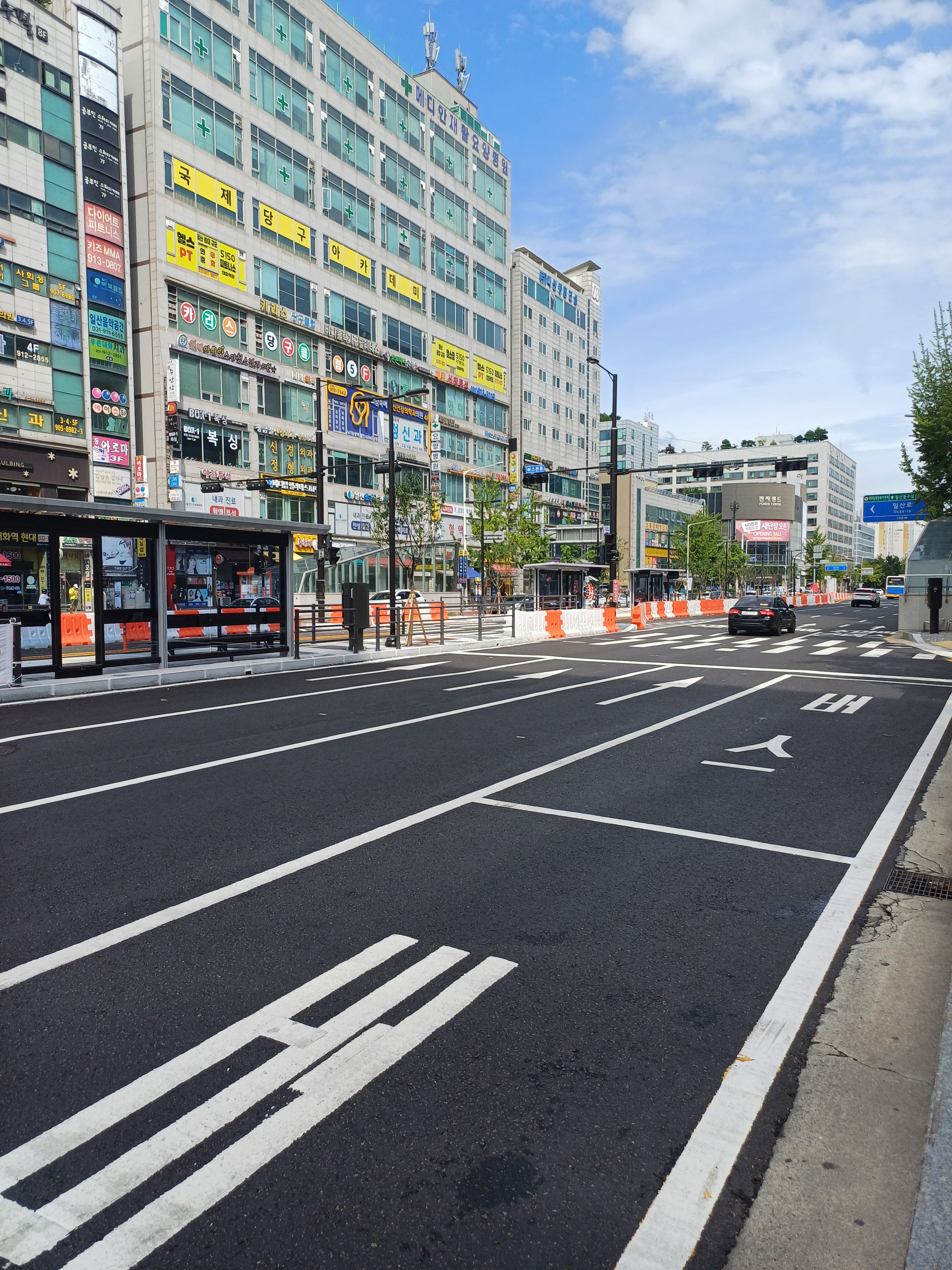
대화역 인근